# Verde oliva
Il Verde oliva, detto anche verde militare poiché questa tonalità è utilizzata appunto come colore mimetico nelle divise e negli automezzi militari, è una tonalità scura di un verde-giallastro, tipico delle olive verdi. Può essere creato aggiungendo un po' di nero al giallo. 
Si usa anche indicare come "olivastra" la carnagione umana che tende al giallo-marrone.

## Gradazioni

### Olivina
A destra è mostrato il colore olivina. Prende il nome dall'omonimo materiale.

### Verde olivastro
A destra è mostrato il colore verde olivastro.

### Verde oliva scuro
A destra è mostrato il colore verde oliva scuro.

### Confronto fra le tonalità di verde oliva
- Verde oliva (Hex: #808000) (RGB: 128, 128, 0)
- Olivina (Hex: #9AB973) (RGB: 154, 185, 115)
- Verde olivastro (Hex: #6B8E23) (RGB: 107, 142, 35)
- Verde oliva scuro (Hex: #556B2F) (RGB: 85, 107, 47)